# Polyphaenis subsericata
Polyphaenis subsericata är en fjärilsart som beskrevs av Herrich-Schäffer 1856. Polyphaenis subsericata ingår i släktet Polyphaenis och familjen nattflyn. Inga underarter finns listade i Catalogue of Life.